# Bandiera delle Isole Vergini Americane
La bandiera delle Isole Vergini Americane consiste nello stemma degli USA in versione semplificata con a fianco le lettere V e I (Virgin Island). Fu adottata nel 1917 dopo il passaggio delle isole dalla Danimarca agli Stati Uniti.